# Šenkovec (żupania zagrzebska)
Šenkovec – wieś w Chorwacji, w żupanii zagrzebskiej, w gminie Brdovec. W 2011 roku liczyła 734 mieszkańców.